# قائمة زملاء الجمعية الملكية المنتخبين في 1893
هذه الصفحة تعرض قائمة زملاء الجمعية الملكية المُنتخبين لعام 1893.

## الزملاء
- آرثر ميسون ورثينجتون
- ألفرد راسل والاس
- Sydney Young (chemist) [الإنجليزية]‏
- James Bryce, 1st Viscount Bryce [الإنجليزية]‏
- James Cossar Ewart [الإنجليزية]‏
- William Tennant Gairdner [الإنجليزية]‏
- هنري هويل هوورث
- Wyndham Dunstan [الإنجليزية]‏
- ويليام إليس
- ويليام برنسايد
- Edwin Tulley Newton [الإنجليزية]‏
- Edward Charles Stirling [الإنجليزية]‏
- E. W. Hobson [الإنجليزية]‏
- John Isaac Thornycroft [الإنجليزية]‏